# Variabele purpermot
De variabele purpermot (Eriocrania semipurpurella) is een vlinder uit de familie Eriocraniidae. De spanwijdte van de vlinder bedraagt tussen de 10 en 16 millimeter. Verwarring van de imago met de sterk gelijkende Eriocrania sangii is goed mogelijk, microscopisch onderzoek aan de genitaliën is nodig voor een zekere determinatie. De soort komt verspreid over Europa voor. De soort overwintert als pop.

## Waardplanten
De variabele purpermot heeft berkensoorten als waardplanten. Het is een bladmineerder.

## Voorkomen in Nederland en België
De variabele purpermot is in Nederland en in België een vrij algemene soort, die verspreid over het hele gebied kan worden gezien. De soort kent één generatie, die vliegt in maart en april.